# العلاقات الأندورية الناوروية
العلاقات الأندورية الناوروية هي العلاقات الثنائية التي تجمع بين أندورا وناورو.

## مقارنة بين البلدين
هذه مقارنة عامة ومرجعية للدولتين:
| وجه المقارنة                                              | أندورا                                                     | ناورو                          |
| --------------------------------------------------------- | ---------------------------------------------------------- | ------------------------------ |
| المساحة (كم2)                                             | 468                                                        | 21                             |
| عدد السكان (نسمة)                                         | 76.18 ألف                                                  | 10.08 ألف                      |
| الكثافة السكانية (ن./كم²)                                 | 16.28 ألف                                                  | 48.00 ألف                      |
| العاصمة                                                   | أندورا لا فيلا                                             | ضاحية يارين                    |
| اللغة الرسمية                                             | اللغة الكتالونية                                           | اللغة الناورونية، لغة إنجليزية |
| العملة                                                    | يورو                                                       | دولار أسترالي                  |
| الناتج المحلي الإجمالي (بليون دولار)                      | 3.01 مليار                                                 | 113.88 مليون                   |
| الناتج المحلي الإجمالي (تعادل القوة الشرائية) بليون دولار |                                                            | 162.98 مليون                   |
| الناتج المحلي الإجمالي الاسمي للفرد دولار أمريكي          |                                                            | 9.83 ألف                       |
| الناتج المحلي الإجمالي للفرد دولار أمريكي                 |                                                            |                                |
| مؤشر التنمية البشرية                                      | 0.858                                                      |                                |
| رمز المكالمات الدولي                                      | +376                                                       | +674                           |
| رمز الإنترنت                                              | .ad                                                        | .nr                            |
| المنطقة الزمنية                                           | ت ع م+01:00، توقيت وسط أوروبا، ت ع م+02:00، أوروبا/أندورا ‏ | ت ع م+12:00                    |

## منظمات دولية مشتركة
يشترك البلدان في عضوية مجموعة من المنظمات الدولية، منها:
| علم المنظمة | اسم المنظمة                   | تاريخ انضمام أندورا | تاريخ انضمام ناورو |
| ----------- | ----------------------------- | ------------------- | ------------------ |
|             | يونسكو                        | 20 أكتوبر 1993      | 17 أكتوبر 1996     |
|             | الاتحاد الدولي للاتصالات      | 12 نوفمبر 1993      | 10 يونيو 1969      |
|             | منظمة الشرطة الجنائية الدولية | ?                   | ?                  |
|             | الأمم المتحدة                 | 28 يوليو 1993       | 14 سبتمبر 1999     |
|             | منظمة حظر الأسلحة الكيميائية  | ?                   | ?                  |

## وصلات خارجية
- موقع وزارة الخارجية الأندورية